# Валеријан
Публије Лициније Валеријан (рођен око 200. године - умро 260. године), познат као Валеријан, био је римски цар од 253. до 260. године. Његово пуно латинско име је гласило IMPERATOR · CAESAR · PVBLIVS · LICINIVS · VALERIANVS · PIVS FELIX · INVICTVS · AVGVSTVS — на српском: „Цар Цезар Публије Лициније Валеријан Побожни Срећни Непобедиви Август."
За разлику од већине узурпатора, током Кризе III века Валеријан је био аристократа из породице уско повезане са Сенатом. Из брака са Егнацијом Маринијаном Валеријан је имао два сина Галијена и Валеријана Млађег. 
238. године Валеријан је постао princeps senatus а Гордијан I је управо са њим преговарао да буде признат за цара. 250. године, током ратова Деција Трајана против Гота, Валеријан је остао у Италији и успео је да угуши побуну коју је предводио Лицинијан. 251. године, када је Деције Трајан обновио у пуној снази положај цензора, Валеријан је био изабран на ову функцију. Под истим царем Валеријан је постао управник Норика и Реције, две провинције на Рајни. У време Требонијана Гала Валеријан је остао на овој функцији: цар је чак затражио помоћ у борби против Емилијана 253. године. Валеријан је кренуо према југу, али било је касно: Требонијан Гал је већ био убијен, а Емилијан је проглашен за цара. Тада су међутим Валеријана његови војници извикали за цара. Када је Валеријан са војском стигао у Рим у септембру 253. године Емилијана је војска напустила и одмах убила. Војска је сада јединствено стала иза Валеријана, а Сенат је то брзо прихватио, радујући се што је коначно неко из редова сенатора изабран за римског цара.
Валеријан је прво прогласио свог сина Галијена за савладара. У почетку, готово све европске провинције су биле у рђавом стању, а на Истоку, сасанидски Персијанци су освојили Антиохију; убрзо је пала и Јерменија. Валеријан је отишао на Исток у рат, а Галијен је остао на Западу да решава многе унутрашње проблеме.
До 257. године, Валеријан је успео да поврати Антиохију и повратио је Сирију под римску контролу. Али, већ следеће године, Готи су опустошили Малу Азију. Касније, 259. године, Валеријан је отишао у Едесу. Дошло је до епидемије куге, што је јако ослабило римску одбрану. Због тога је Валеријан морао да затражи мир од персијског цара Шапура I. Касније, крајем 259. или почетком 260. године, Валеријан је изгубио битку код Едесе, а сам је био заробљен. У заробљеништву је био посебно понижаван, клечећи је био принуђен да служи као ослонац за Шапура када је овај хтео да узјаше на коња. Након што је умро Персијанци су његову кожу испунили сламом и изложили је у главном храму зороастризма у Ктесифону.
За време своје владавине Валеријан је био познат и као прогонитељ хришћана против којих је и издао два едикта, 257. и 258. године.